# Liste des reines de Jérusalem

Armes du royaume de Jérusalem.

La reine de Jérusalem est l'épouse du roi de Jérusalem.
Lors des quasiment quatre siècles d’existence du royaume de Jérusalem il y eut cinq reines régnantes et six reines consorts.

## Maison de Boulogne (1099-1118)
| No | Portrait | Nom (dates)                                        | Époux                                                                                 | Titres | Eléments biographiques |
| -- | -------- | -------------------------------------------------- | ------------------------------------------------------------------------------------- | --- | --- |
| 1  |          | Arda d'Arménie (morte après 1116)                  | - Baudouin Ier de Jérusalem (mariage en 1098)                                         | - Comtesse d'Édesse (1098-1100) - Reine de Jérusalem (25 décembre 1100 - 1113)                              | - Répudiée en 1113, elle finit sa vie dans un couvent.                                                                                     |
| 2  |          | Adélaïde de Montferrat (vers 1075 - 16 avril 1118) | - Roger Ier de Sicile (mariage en 1089) - Baudouin Ier de Jérusalem (mariage en 1113) | - Comtesse de Sicile (1089-1101) - Régente de Sicile (1101-1112) - Reine de Jérusalem (septembre 1113-1117) | - Princesse de la Maison Alérame. Fille de Manfred de Savone et d'Agnès de Vermandois. - Mère de Simon de Sicile et de Roger II de Sicile. |

## Maison de Rethel (1118-1143)
| No | Portrait | Nom (dates)                                                     | Époux                                          | Titres | Eléments biographiques |
| -- | -------- | --------------------------------------------------------------- | ---------------------------------------------- | --- | --- |
| 3  |          | Morfia de Malatya (morte le 1er octobre 1126)                   | - Baudouin II de Jérusalem (mariage vers 1101) | - Comtesse d'Édesse (1101-1118) - Reine de Jérusalem (14 avril 1118 - 1er octobre 1126)                   | - Fille de Gabriel de Malatya. - Mère de Mélisende de Jérusalem, d'Alix de Jérusalem, d'Hodierne de Jérusalem et d'Yvette de Jérusalem.                          |
| 4  |          | Mélisende de Jérusalem (entre 1101 et 1105 - 11 septembre 1161) | - Foulques V d'Anjou (mariage le 2 juin 1129)  | - Reine de Jérusalem (de plein droit, 21 août 1131 - 10 novembre 1143) - Régente de Jérusalem (1143-1152) | - Princesse de la Maison de Rethel. Fille de Baudouin II de Jérusalem et de Morfia de Malatya. - Mère de Baudouin III de Jérusalem et d'Amaury Ier de Jérusalem. |

## Maison de Gâtinais-Anjou (1143-1185, 1186-1190, 1192-1205)
| No | Portrait | Nom (dates)                                     | Époux | Titres | Eléments biographiques |
| -- | -------- | ----------------------------------------------- | --- | --- | --- |
| 5  |          | Théodora Comnène (vers 1145 - morte après 1185) | - Baudouin III de Jérusalem (mariage en 1158) | - Reine de Jérusalem (septembre 1158 - 10 février 1162) | - Princesse de la Maison Comnène. Fille d'Isaac Comnène et de Theodora Kamaterina. |
| 6  |          | Marie Comnène (1154-1217)                       | - Amaury Ier de Jérusalem (mariage le 29 août 1167) - Balian d'Ibelin (mariage en 1177)                                                                             | - Reine de Jérusalem (29 août 1167 - 11 juillet 1174) - Dame de Naplouse (douaire, 1174-1187) - Dame d'Ibelin (1177-1187) - Dame de Caymont (1191-1193)                                                                                         | - Princesse de la Maison Comnène. Fille de Jean Comnène et de Maria Taronitès. - Mère d'Isabelle Ire de Jérusalem, de Jean d'Ibelin, de Philippe d'Ibelin et d'Helvis d'Ibelin.                            |
| 7  |          | Sibylle de Jérusalem (1159-1190)                | - Guillaume de Montferrat (mariage en octobre 1176) - Guy de Lusignan (mariage en avril 1180)                                                                       | - Comtesse de Jaffa et d'Ascalon (1176-1177, 1180-1186) - Reine de Jérusalem (de plein droit, août 1186 - octobre 1190) | - Princesse de la Maison de Gâtinais-Anjou. Fille d'Amaury Ier de Jérusalem et d'Agnès de Courtenay. - Mère de Baudouin V de Jérusalem.                                                                    |
| 8  |          | Isabelle Ire de Jérusalem (1172-1205)           | - Onfroy IV de Toron (mariage en 1183) - Conrad de Montferrat (mariage en 1190) - Henri II de Champagne (mariage en 1192) - Aimery II de Lusignan (mariage en 1198) | - Dame de Toron et d'Outre-Jourdain (1183-1190) - Marquise de Montferrat et dame de Tyr (1190-1192) - Reine de Jérusalem (de plein droit, avril 1192 - avril 1205) - Comtesse de Champagne et de Brie (1192-1197) - Reine de Chypre (1198-1205) | - Princesse de la Maison de Gâtinais-Anjou. Fille d'Amaury Ier de Jérusalem et de Marie Comnène. - Mère de Marie de Montferrat, d'Alix de Champagne, de Philippa de Champagne et de Mélisende de Lusignan. |

## Maison Alérame (1205-1212)
| No | Portrait | Nom (dates)                          | Époux                                            | Titres                                                   | Eléments biographiques |
| -- | -------- | ------------------------------------ | ------------------------------------------------ | -------------------------------------------------------- | --- |
| 9  |          | Marie de Montferrat (1192/1193-1212) | - Jean de Brienne (mariage le 14 septembre 1210) | - Reine de Jérusalem (de plein droit, avril 1205 - 1212) | - Princesse de la Maison Alérame. Fille de Conrad de Montferrat et d'Isabelle Ire de Jérusalem. - Mère d'Isabelle II de Jérusalem. |

## Maison de Brienne (1212-1228)
| No | Portrait | Nom (dates)                                      | Époux                                                      | Titres | Eléments biographiques |
| -- | -------- | ------------------------------------------------ | ---------------------------------------------------------- | --- | --- |
| 10 |          | Isabelle II de Jérusalem (1212 - avril/mai 1228) | - Frédéric II du Saint-Empire (mariage le 9 novembre 1225) | - Reine de Jérusalem (de plein droit, 1212 - avril/mai 1228) - Impératrice du Saint-Empire, reine de Germanie et de Sicile (9 novembre 1225 - avril/mai 1228) | - Princesse de la Maison de Brienne. Fille de Jean de Brienne et de Marie de Montferrat. - Mère de Conrad IV de Hohenstaufen. |

## Maison de Hohenstaufen (1228-1254)
| No | Portrait | Nom (dates)                                  | Époux                                                       | Titres | Eléments biographiques |
| -- | -------- | -------------------------------------------- | ----------------------------------------------------------- | --- | --- |
| 11 |          | Élisabeth de Bavière (1227 - 9 octobre 1273) | - Conrad IV de Hohenstaufen (mariage le 1er septembre 1246) | - Reine de Germanie, de Sicile et de Jérusalem, duchesse de Souabe (1er septembre 1246 - 21 mai 1254) - Comtesse de Goritz et de Tyrol (1259-1273) | - Princesse de la Maison de Wittelsbach. Fille d'Othon II de Bavière et d'Agnès du Palatinat. - Mère de Conradin de Hohenstaufen, d'Élisabeth de Tyrol, d'Othon de Goritz et d'Henri de Goritz. |

## Maison de Lusignan (1269-1276)
| No | Nom (dates)                   | Époux                  | Titres                                                                          | Eléments biographiques |
| -- | ----------------------------- | ---------------------- | ------------------------------------------------------------------------------- | --- |
| 12 | Isabelle d'Ibelin (1241-1324) | - Hugues III de Chypre | - Reine de Chypre (1267 - 1284) - Reine de Jérusalem (24 septembre 1269 - 1276) | - Princesse de la Maison d'Ibelin. Fille de Guy d'Ibelin et de Philippa Barlais. - Mère de Jean Ier de Chypre, d'Henri II de Chypre, d'Amaury II de Chypre, de Marie de Lusignan et de Guy de Chypre. |